# Torcuato Luca de Tena
Torcuato Luca de Tena Brunet (Madrid, 9 de juny de 1923 –1 de juny de 1999), marquès de Luca de Tena, fou un escriptor i periodista espanyol.

## Biografia
Membre d'una coneguda família de periodistes monàrquics, era net del fundador de la revista Blanco y Negro (1891) i d'ABC (1903), Torcuato Luca de Tena y Álvarez Ossorio, fill de Juan Ignacio Luca de Tena —que va dirigir el diari entre 1929 i 1936—, i germà del també periodista Guillermo Luca de Tena.
Fou un actiu dramaturg i diplomàtic i va pertànyer a la Reial Acadèmia Espanyola entre 1946 i 1974. Va passar uns anys a Xile, on el seu pare va ser nomenat ambaixador. Allí va cursar tres anys de Dret i va publicar el seu primer llibre de versos quan tenia amb prou feines divuit anys, Albor. Es va llicenciar a Madrid i va iniciar la seva marxa en el periodisme. Va fundar l'edició aèria d'ABC. Durant la Segona Guerra Mundial va exercir com a corresponsal d'ABC a Londres i el 1952 va assumir la direcció del diari, càrrec del qual va ser destituït el 1953 a causa de les seves friccions amb el Ministre d'Informació falangista Gabriel Arias-Salgado: en menys d'un any el diari va sofrir onze expedients per causes tan nímies com usar la denominació de «Cap de l'Estat» en lloc del terme «Caudillo», i va haver d'aguantar les permanents intromissions de la censura en qüestions tan banals com substituir el nom d'Alfons X pel de Cervantes per evitar la propaganda encoberta de les idees monàrquiques.
A l'any següent, el 1954, es va presentar al costat de Joaquín Calvo Sotelo, Joaquín Satrústegui i Juan Manuel Fanjul en la candidatura a les eleccions a regidor a Madrid, com a alternativa a la del Movimiento Nacional, i que va fracassar al no comptar en aquell moment amb el beneplàcit del «Cap de l'Estat». Va exercir com a corresponsal també a Washington DC, Orient Mitjà i Mèxic. Després, va tornar a ocupar la direcció de l'empresa familiar ABC entre 1962 i 1975. Durant aquests anys va mantenir una estreta relació amb polítics tecnòcratas tan destacats com Gonzalo Fernández de la Mora ―a qui va incorporar com a editorialista i cap de col·laboracions d'ABC quan va exercir per primera vegada la direcció del diari― o com Laureà López Rodó, qui promovia la conveniència d'aplicar la Llei de successió i la designació de Joan Carles I a l'entorn de Carrero Blanco. Va intervenir en política com a procurador de les Corts sota el mandat de Franco des de 1964, si bé amb una certa actitud de distanciament irònic que revelava en les cròniques parlamentàries que també escrivia com a periodista.
El 1967, en desenvolupar-se la Llei Orgànica de l'Estat, va aconseguir en el Consell Nacional un dels llocs designats directament per Franco. La seva fidelitat a la persona de Joan de Borbó va ser tal que va emetre en les Corts de 1969 un vot negatiu en ser nomenat Joan Carles I successor per Franco sense respectar l'ordre dinàstic. Membre de numerari de la Reial Acadèmia Espanyola (1973), després de ser apartat pels accionistes de la direcció d'ABC va marxar a Mèxic i es va consagrar a la literatura: entre 1976 i 1999 va publicar deu novel·les, tres comèdies, i un llibre, Poemas para después de muerto, el més commovedor. Va realitzar una antologia poètica de poesia religiosa cristiana clàssica que es va publicar el 1999 sota el títol La mejor Poesía Cristiana. El testamento espiritual de Torcuato Luca de Tena. En cadira de rodes en els seus últims anys, va morir al costat de la seva esposa Blanca el 1999.
Dins del franquisme va començar sent un monàrquic legitimista per després ser considerat un dels anomenats en l'argot de l'època evolucionistes del règim, és a dir, entre els qui acceptaven sense discussió l'autoritat de Franco però admetien la conveniència de promoure alguns canvis posteriors. En els últims temps va estar en l'òrbita de Manuel Fraga Iribarne com un dels membres d'Alianza Popular.
En l'actualitat el títol del marquesat de Luca de Tena recau en el seu fill Torcuato Luca de Tena y Benjumea.

## Obres
Entre les seves obres destaquen Los hijos de la lluvia o La brújula loca, però els seus majors èxits els va collir amb els seus dos grans novel·les: Edad prohibida (1958), sobre l'adolescència, i Los renglones torcidos de Dios (1979), sobre la bogeria. Les seves narracions es construeixen al voltant d'un personatge central i defugen qualsevol element que posi en perill el correcte enteniment de la trama. L'autor mostra un particular interès per la caracterització dels seus personatges, aspecte molt cuidat en les seves obres, i especialment pels problemes psicològics i psiquiàtrics, De fet, va mantenir una discussió amb el psiquiatre Juan Antonio Vallejo-Nágera, prologuista de l'obra, quan li va comunicar la seva decisió d'aconseguir ser internat en un sanatori psiquiàtric o manicomi per documentar la seva famosa novel·la Los renglones torcidos de Dios. Ho va aconseguir, tot i la manca de col·laboració del psiquiatre i, pel que sembla, l'Hospital Psiquiàtric de la Mare de Déu de la Fuentecilla, pròxim a Zamora, en què s'ambienta l'acció de la novel·la, té com a referent real el de Santa Maria de Conxo, a Santiago de Compostel·la, en el qual Luca de Tena «va conviure, com un boig més, entre els bojos», segons les seves pròpies paraules. Per mantenir desperta l'atenció del lector, les seves novel·les compten sempre amb abundants elements d'intriga i de vegades s'acullen fins i tot al gènere policíac.
Es va acostar també a la novel·la històrica amb La otra vida del capitán Contreras (1953) i va escriure assajos com La prensa ante las masas (1952), Los mil y un descubrimientos de América (1968), América y sus enigmas i Franco, sí, pero..., amb el qual va obtenir el premi Espejo de España. Reportatge novel·lat és Mrs. Thompson, su mundo y yo (1952); també es va acostar al teatre estrenant tres obres: Hay una luz sobre la cama (1969), El triunfador (1971) i Visita inmoral o la hija de los embajadores (1975).
També és autor d'Escrito en las olas, La llamada, Las tribulaciones de una chica decente, Paisaje con muñeca rota i Primer y último amor. Moltes de les seves novel·les han estat adaptades al cinema: La otra vida del Capitán Contreras (1955), dirigida per Rafael Gil i protagonitzada per Fernando Fernán Gómez; Embajadores en el infierno (1956), dirigida per José María Forqué; La mujer de otro, dirigida també per Rafael Gil i, a Mèxic, Los renglones torcidos de Dios (1982) protagonitzada per Lucía Méndez, dirigida per Tulio Demicheli. Antonio Giménez-Rico va rodar també la seva novel·la Primer y último amor.
Va obtenir el Premi Nacional de Literatura d'Espanya el 1955, el Premi Planeta el 1961, el Premi Fastenrathde la Reial Acadèmia Espanyola el 1969 per la comèdia  Hay una luz sobre la cama, així com el Premi Espejo de España el 1993 i el Premi de la Societat Cervantina de Novel·la.

## Obra publicada

### Poesia
- Albor Xile: Tall. de la Edt. Nacimento, 1941
- Espuma, nube, viento. (Poemas en prosa y verso). Madrid, 1945.
- Poemas para después de muerto y otras versificaciones Madrid: Rialp, 1990.
- Poemas inéditos, Barcelona, Planeta, 2000

### Articles
- Crónicas parlamentarias (1967).

### Novel·la
- La otra vida del capitán Contreras (1953)
- Edad prohibida (1958)
- La mujer de otro (Premio Planeta, 1961)
- La brújula loca (1964)
- Pepa Niebla (Premio Ateneo de Sevilla, 1970)
- Señor ex ministro (1976)
- Carta del más allá (Barcelona, Planeta, 1978).
- El Fabricante de Sueños (1978).
- Los renglones torcidos de Dios (1979).
- Escrito en las olas (1983).
- Los hijos de la lluvia (1986)
- El futuro fue ayer (1987)
- La llamada (1994)
- Las tribulaciones de una chica decente (1995)
- Paisaje con muñeca rota (1996)
- Primer y último amor (1997)
- ¡Mercedes, Mercedes! (1999)

### Memòries
- Mis amigos muertos Barcelona: Planeta, 1972
- Papeles para la pequeña y la gran historia. Memorias de mi padre y mías (1991)
- Franco si... pero. Confesiones profanas. Unos años decisivos de la vida de España vistos y narrados por un testigo excepcional (1993)
- El tiempo congelado, Madrid: Espasa Calpe, 1995.

### Reportatges novel·lats
- El Londres de la postguerra. Pinceladas sobre la vida en Londres. Madrid: Espasa Calpe, 1948.
- Embajador en el infierno. Memorias del Capitán Palacios: (Once años de cautiverio en Rusia) (Premi Nacional de Literatura d'Espanya, 1961)
- Escrito en las olas. El singular destino de un emigrante español en el Key West del fin de la Belle Epoque. Barcelona, Planeta, 1983.

### Assaig
- La prensa ante las masas (1952)
- Mrs. Thompson, su mundo y yo (1952).
- Los mil y un descubrimientos de América y otros ensayos (1968).
- Las raíces de América. Madrid: Instituto Español de Antropología Aplicada 1968.
- América y sus enigmas (y otra americanerías) (1992).
- Ciudad de México en tiempos de Maximiliano, Barcelona, Planeta, 1989.
- La incógnita de la primera isla descubierta y otras incógnitas, conferència. Madrid: Patronato Doce de Octubre, 1968.
- La Literatura de testimonio en los albores de América, discurs d'entrada a la RAE, 1973.
- La monarquía del futuro, escrit en col·laboració amb José María Pemán i Gonzalo Fernández de la Mora (1960)

### Teatre
- Hay una luz sobre la cama (1969).
- El triunfador (1971).
- Visita inmoral o la hija de los embajadores (1975).
- Adaptació a aquest gènere, feta en col·laboració amb Juan Ignacio Luca de Tena, de la seva novel·la La otra vida del capitán Contreras, estrenada el 1954.